# António Antunes
António Manuel Antunes Ferreira (ur. 6 lutego 1962 w Lizbonie) – portugalski szachista, arcymistrz od 1994 roku.

## Kariera szachowa
Od połowy lat 80. należał do ścisłej czołówki portugalskich szachistów. Pomiędzy 1984 a 1996 rokiem wziął udział w 7 kolejnych szachowych olimpiadach (w tym czterokrotnie na I szachownicy). Dwukrotnie wystąpił również w narodowym zespole na drużynowych mistrzostwach Europy (w latach 1989 i 1997).
Największe sukcesy osiągnął w połowie lat 90., dzięki którym w roku 1994 został pierwszym Portugalczykiem, który otrzymał tytuł arcymistrza. W tym roku zwyciężył w Lizbonie w turnieju Portuguese Masters oraz zajął II miejsce w memoriale Jose Raula Capablanki (turniej B) w Matanzas. Podzielił również III miejsca w otwartym turnieju w Mondariz oraz w kołowym w Elgoibarze. W 1995 podzielił I miejsce (wraz z Lwem Psachisem, Walterem Arencibią, Mihailem Marinem i Vlastimilem Jansą) w silnie obsadzonym openie w Andorze. W następnym roku podzielił III miejsce w turnieju B w Wijk aan Zee.
Najwyższy ranking w karierze (2545) osiągnął 1 stycznia 1996 r., z wynikiem 2545 punktów zajmował wówczas 1. miejsce wśród portugalskich szachistów. Od 1999 r. nie występuje w turniejach klasyfikowanych przez Międzynarodową Federację Szachową.